# L'Île d'or
L'Île d'Or est un spectacle de théâtre créé collectivement, en collaboration avec Hélène Cixous, au Théâtre du Soleil, sis à LA Cartoucherie de Vincennes, par la troupe dudit théâtre sous la direction d'Ariane Mnouchkine et sur une musique de Jean-Jacques Lemêtre. 

## Synopsis
Cornelia, alitée et confuse, imagine qu'elle est au Japon, sur l'ile de Kanemu-Jima (fantaisie inspirée de l'île de Sado). S'y déroule un festival international de théâtre, avec notamment des troupes israélo-palestinienne, française et hong-kongaise. Au même moment, des intrigues politiques locales ont lieu, autour des élections, de projets de casino et de développement touristique.

## Thèmes
D’après Ariane Mnouchkine, « Le propos de L’Ile d’Or n’est pas de faire un spectacle contre le capitalisme, mais contre l’aveuglement, la résignation, la peur de ceux qui nous terrorisent, nous imposent les diktats. Formuler, c’est commencer à lutter. »

## Élaboration du spectacle
La pièce commence à être imaginée à la suite de l'octroi du Prix de Kyoto à Ariane Mnouchkine en 2019. Elle est une façon pour elle de rappeler que sa vision du théâtre est née lors d'un séjour au Japon en 1963.
Les répétitions ont commencé en mars 2020, mais ont été interrompues par la pandémie de Covid-19 et se sont transformées en discussions Zoom.
Les comédiens ont suivi des formations de nō et de kyōgen.

### Langues
Six langues différentes sont utilisées tout au long du spectacle.
L'ordre habituel des mots de la phrase française est transformé par l'adoption d'une structure grammaticale allusive à celle de la phrase japonaise.

## Critiques
Vincent Bouquet admire la mise en scène et l'enthousiasme des acteurs, mais déplore la naïveté et le manichéisme de l'histoire.
Delphine Urban apprécie l’inventivité « décomplexée et militante » du spectacle.
Selon un article paru dans le Japan Times en octobre 2023, la présentation du Japon dans la pièce est ambiguë ; elle peut être comprise comme une accumulation de stéréotypes superficiels ou comme une critique du japonisme occidental.